# Nevogilde (Vila Verde)
Nevogilde é uma povoação portuguesa do Município de Vila Verde que foi sede da extinta Freguesia de Nevogilde, freguesia que tinha 1,90 km² de área e 324 habitantes (2011), e, por isso, uma densidade populacional de 170,5 hab/km².
A Freguesia de Nevogilde foi extinta (agregada) em 2013, no âmbito de uma reforma administrativa nacional, para, em conjunto com as freguesias de Esqueiros e Travassós formar uma nova freguesia denominada União das Freguesias de Esqueiros, Nevogilde e Travassós.

## População
| População da freguesia de Nevogilde | População da freguesia de Nevogilde | População da freguesia de Nevogilde | População da freguesia de Nevogilde | População da freguesia de Nevogilde | População da freguesia de Nevogilde | População da freguesia de Nevogilde | População da freguesia de Nevogilde | População da freguesia de Nevogilde | População da freguesia de Nevogilde | População da freguesia de Nevogilde | População da freguesia de Nevogilde | População da freguesia de Nevogilde | População da freguesia de Nevogilde | População da freguesia de Nevogilde |
| ----------------------------------- | ----------------------------------- | ----------------------------------- | ----------------------------------- | ----------------------------------- | ----------------------------------- | ----------------------------------- | ----------------------------------- | ----------------------------------- | ----------------------------------- | ----------------------------------- | ----------------------------------- | ----------------------------------- | ----------------------------------- | ----------------------------------- |
| 1864                                | 1878                                | 1890                                | 1900                                | 1911                                | 1920                                | 1930                                | 1940                                | 1950                                | 1960                                | 1970                                | 1981                                | 1991                                | 2001                                | 2011                                |
| 316                                 | 301                                 | 316                                 | 310                                 | 285                                 | 287                                 | 279                                 | 308                                 | 352                                 | 314                                 | 322                                 | 323                                 | 327                                 | 319                                 | 324                                 |

## História
Nevogilde integrou o extinto concelho de Vila Chã, posteriormente designado Vila Chã e Larim. Em 24 de outubro de 1855, este concelho foi extinto e Nevogilde passou para o concelho (atual município) de Vila Verde.

## Lugares
Além da sede, a Freguesia de Nevogilde englobava os seguintes lugares: Boca, Boeiro, Boucinhas, Cachopães, Costa, Custeira, Deveza, Igreja, Fonte, Pedreira, Quintã, Reiriz, Souto e Torre.